# Guils de Cerdanya
Guils de Cerdanya és un municipi de la comarca de la Baixa Cerdanya. Acull dins el seu terme municipal l'estació d'esquí nòrdic de Guils Fontanera.

## Etimologia
Segons Wilhelm Meyer-Lübke a Els noms de lloc en el domini de la diòcesi d'Urgell, tal com recullen Joan Coromines i Vigneaux a l'Onomasticon Cataloniae i el Diccionari català-valencià-balear, vindria del llatí equiles, «estables de cavalls».
Per altra banda, Manuel de Montoliu i de Togores a Els noms de riu i els noms fluvials en la toponímia catalana, tal com recull el Diccionari català-valencià-balear, proposa un aquiles derivat d'aqua, aigua.

## Geografia o medi físic
- Llista de topònims de Guils de Cerdanya (Orografia: muntanyes, serres, collades, indrets..; hidrografia: rius, fonts...; edificis: cases, masies, esglésies, etc).

## Demografia
La població a 1 de gener de 2021 és la següent:
| Entitat de població    | Habitants (2023) |
| Guils de Cerdanya      | 209              |
| Sant Martí d'Aravó     | 165              |
| Saneja                 | 123              |
| Sant Martí de Cerdanya | 101              |
| Font: Idescat          |                  |

| 1497 f | 1515 f | 1553 f | 1717 | 1787 | 1857 | 1877 | 1887 | 1900 | 1910 |
| ------ | ------ | ------ | ---- | ---- | ---- | ---- | ---- | ---- | ---- |
| 29     | 31     | 16     | 185  | 326  | 394  | 393  | 343  | 420  | 421  |

| 1920 | 1930 | 1940 | 1950 | 1960 | 1970 | 1981 | 1990 | 1992 | 1994 |
| ---- | ---- | ---- | ---- | ---- | ---- | ---- | ---- | ---- | ---- |
| 367  | 386  | 314  | 309  | 284  | 240  | 239  | 275  | 275  | 275  |

| 1996 | 1998 | 2000 | 2002 | 2004 | 2006 | 2008 | 2010 | 2012 | 2014 |
| ---- | ---- | ---- | ---- | ---- | ---- | ---- | ---- | ---- | ---- |
| 304  | 319  | 334  | 338  | 368  | 438  | 467  | 519  | 558  | 536  |

| 2016 | 2018 | 2020 | 2022 | 2024 | 2026 | 2028 | 2030 | 2032 | 2034 |
| ---- | ---- | ---- | ---- | ---- | ---- | ---- | ---- | ---- | ---- |
| 531  | 529  | 549  | 573  | 566  | -    | -    | -    | -    | -    |

## Història

### Edat mitjana
Una de les primeres mencions que se'n fa, amb la forma Egils, és a l'acta de consagració i dotació de la catedral d'Urgell, que es data entre el segle ix i el segle xi.
Al segle xi la parròquia de Guils pertanyia al monestir de Sant Martí del Canigó.
El 1035 el comte de Cerdanya Guifré II en el seu testament llegà al seu fill Arduí la senyoria que tenia a la vila de Guils.
El 1042 el bisbe d'Urgell Guillem Guifré consagra l'església de Sant Esteve de Guils.

### S. XX
Fins a la publicació del Reial Decret de 27 de juny de 1916 el municipi es deia simplement Guils.

## Llegendes i tradicions
Diu la llegenda que Ponç Pilat era natural d'una ciutat anomenada Guils, a les valls altes dels Pirineus que, després de crucificar a Jesucrist, es va enfonsar en un gran cataclisme que es produí a la Terra en aquell moment, convertint-se en l'estany de Guils, que manté el nom encara avui en dia.
Després de la Crucifixió vagà a peu fins a arribar a l'estany, on es precipità cercant casa seva. Segons la tradició, cada any per Dijous Sant es pot observar al fons de les aigües l'escena del Gòlgota amb les tres creus i a Ponç Pilat cercant desesperadament casa seva sense èxit.
És per això que es creu que l'aigua de l'estany està maleïda i fa mal a qui en beu, i que o bé no s'hi crien peixos, o bé els que s'hi crien i són pescats fugen esperitats en posar-los a la paella.

## Política i administració

### Llista de batlles de Guils
Aquesta és la llista de batlles de Guils des de la transició:
| Alcalde                 | Legislatura | Presa de possessió | Baixa      | Partit polític                | Partit polític |
| ----------------------- | ----------- | ------------------ | ---------- | ----------------------------- | -------------- |
| Bonaventura Ribot Palau | 1979-1983   | 19/04/1979         | 07/05/1983 | Independents                  |                |
| Bonaventura Ribot Palau | 1983-1987   | 23/05/1983         | 09/06/1987 | Convergència i Unió (CiU)     |                |
| Josep Ribot Ribot       | 1987-1991   | 30/06/1987         | 25/05/1991 | Convergència i Unió (CiU)     |                |
| Josep Ribot Ribot       | 1991-1995   | 15/06/1991         | 27/05/1995 | Convergència i Unió (CiU)     |                |
| Josep Mendo Mir         | 1995-1999   | 17/06/1995         | 12/06/1999 | Independents                  |                |
| Josep Mendo Mir         | 1999-2003   | 03/07/1999         | 24/05/2003 | Independents                  |                |
| Josep Mendo Mir         | 2003-2007   | 14/06/2003         | 26/05/2007 | Convergència i Unió (CiU)     |                |
| Josep Mendo Mir         | 2007-2011   | 16/06/2007         | 21/05/2011 | Convergència i Unió (CiU)     |                |
| Valentí Tuset Creus     | 2011-2015   | 11/06/2011         | 22/05/2015 | Convergència i Unió (CiU)     |                |
| Valentí Tuset Creus     | 2015-2019   | 13/06/2015         | 13/06/2019 | Convergència i Unió (CiU)     |                |
| Josep Mendo Mir         | 2019-2023   | 15/06/2019         | -          | Junts per Guils (JxCAT-Junts) |                |

## Llocs d'interès
- Església romànica de Sant Esteve de Guils.
- Església de Sant Vicenç de Saneja
- Capella de Sant Martí d'Aravó
- Estany de Guils
- L'estació d'esquí nòrdic de Guils Fontanera
- Pont de Sant Martí d'Aravó

Al cementiri hi ha la tomba del filòsof i economista Manuel Sacristán Luzón.

## Fires i festes
- El 22 de gener se celebra la festa major de Saneja per Sant Vicenç.
- La festa major se celebra el 15 de maig per Sant Isidre el Llaurador.
- L'11 de novembre se celebra la festa major de Sant Martí d'Aravó per Sant Martí de Tours.
- El patró de la vila de Guils és Sant Esteve màrtir i la seva festa és el 26 de desembre.